# Parafia św. Jana Chrzciciela w Nałęczowie
Parafia pw. św. Jana Chrzciciela w Nałęczowie – parafia rzymskokatolicka w Nałęczowie, należąca do Dekanatu Garbów Archidiecezji lubelskiej. Do 1947 parafia nosiła nazwę Bochotnica (od wsi, na terenie której się znajdowała).

## Historia

### Powstanie parafii
Wzgórze Kościelne w Bochotnicy prawdopodobnie już od czasów piastowskich było ośrodkiem władzy; świadczy o tym umocnienie wzgórza głębokimi fosami. Parafia w Bochotnicy powstała przed 1350, najstarsza wzmianka występuje w wykazach świętopietrza z 1350 r. Jan Długosz w Liber beneficiorum dioecesis Cracoviensis zaznacza, że Bochotnica jest wsią królewską i ma kościół pw. Jana Ewangelisty. Być może parafia istniała już wcześniej ok. roku 1325, podobnie jak parafie sąsiednie, a nie wymieniano jej w spisie z uwagi na kumulację kilku beneficjów w ręku jednego plebana.
Parafia początkowo znajdowała się pod patronatem królewskim i była dobrze uposażona. Do plebana należała wieś Cynków oraz karczma i młyn na Wzgórzu Kościelnym. Przy parafii funkcjonowała szkoła oraz szpital dla ubogich. Życie religijne ożywiały bractwa różańcowe.

### Szkoła parafialna
W 1489 na Wzgórzu Kościelnym założona została szkoła parafialna. Jej rektorem był Jakub Soliżyński z diecezji poznańskiej, funkcję kantora sprawował Stanisław z Lubania z diecezji gnieźnieńskiej. Proboszcz nadzorował szkołę i zapewniał jej utrzymanie oraz wynagrodzenie nauczycieli. Uczniami szkoły parafialnej były dzieci chłopów oraz ubogiej szlachty. Program szkoły obejmował: czytanie, pisanie, rachunki, katechizm, ministranturę, pieśni nabożne i śpiew kościelny.

### Reformacja i powstanie kościoła pw. Św. Jana Chrzciciela
W 1566 miejscowi włościanie pod wodzą Mikołaja Samborzeckiego zaatakowali parafię głównie ze względu na jej bogate uposażenie, zajęli plebanię, zniszczyli częściowo wnętrze kościoła i zamienili go na zbór (prawdopodobnie kalwiński). Protestanci przejęli następujące dobra parafialne: wieś Cynków, grunty w Bochotnicy, karczmę, młyn i stawy. Do reformacji przystąpiła szlachta z Bochotnicy, Strzelec, Sadurek i Czesławic, natomiast szlachta z Chruszczowa pozostawała na uboczu i wspierała katolicyzm, m.in. ukrywając szaty liturgiczne z kościoła. W tym samym roku szlachta przestała opłacać dziesięcinę.
Pleban Krzysztof Rzepichowski, nie widząc możliwości utrzymania parafii w rękach katolików, dokonał zupełnego zniszczenia kościoła zamienionego w zbór. Reformacja nie przyjęła się w Bochotnicy, ponieważ już w 1568 szlachta sadurska, która wcześniej założyła zbór, wystąpiła przeciwko plebanowi Rzepichowskiemu oraz Stanisławowi Samborzeckiemu (synowi Mikołaja Samborzeckiego) z powodu zniszczenia kościoła i braku nabożeństw katolickich. W 1593 kościół został odbudowany przez młodego dziedzica Samborzeckiego. Był to kościół drewniany pod wezwaniem Jana Chrzciciela, który spłonął podczas pożaru, którego przyczyna i data nie są znane.

### Wiek XVIII i budowa murowanego kościoła
Budowa obecnego kościoła rozpoczęła się w połowie XVIII w. przez Felicjana z Targowisk Gałęzowskiego, kasztelana lubelskiego, a ukończył ją następny kolator, Stanisław Małachowski (starosta wąwolnicki). Z lewej strony nawy głównej umieszczono epitafium Marianny z Potockich Małachowskiej zmarłej w 1772 małżonki Stanisława. W 1938 kościół parafialny uznano za zabytkowy. W latach 1956–1962 przy usilnych staraniach ówczesnego proboszcza ks. kan. Aleksandra Miszczuka i ofiarności parafian oraz kuracjuszy nastąpiła konserwacja i rozbudowa świątyni. Dobudowane zostały dwie nawy boczne, zakrystia i wieża.
Parafia odzyskała częściowo uposażenie odebrane przez reformację; pleban użytkował Wzgórze Kościelne i pola w Bochotnicy oraz w Cynkowie.
W początku XVIII wieku parafia zaczęła systematycznie prowadzić księgi metrykalne. Księgi chrztów i zgonów zachowały się od roku 1726, a małżeństw od 1728.

### Rozbudowa kościoła w wieku XX
W dniu 8 czerwca 1947 biskup lubelski Stefan Wyszyński mianował księdza Aleksandra Miszczuka administratorem parafii bochotnickiej. Ksiądz Miszczuk przeprowadził rozbudowę kościoła parafialnego; dobudowano wówczas nawy boczne oraz przeniesiono zakrystię. Proboszcz szerzył w parafii kult Miłosierdzia Bożego, dlatego w 1952 roku w ołtarzu głównym umieszczono obraz Jezusa Miłosiernego namalowany przez Bronisława Rutkowskiego.

## Kult Matki Bożej Łaskawej
Na terenie parafii rozwinął się szczególny kult Matki Bożej Łaskawej czczonej w kościele parafialnym. Po rozbudowie kościoła w dawnej zakrystii urządzono kaplicę z obrazem Matki Bożej. Świadectwem kultu są liczne wota przy obrazie oraz cotygodniowe nabożeństwo.

## Kościoły i kaplice publiczne na terenie parafii[1]
1. Kościół parafialny Św. Jana Chrzciciela;
2. Kościół rektoralny św. Karola Boromeusza w Nałęczowie (poświęcony w 1919 jako kaplica, w 1997 zmieniono status kaplicy na kościół rektoralny);
3. Kaplica podwyższenia Krzyża Świętego w Sadurkach – kaplica dojazdowa;
4. Kaplica Matki Bożej Częstochowskiej w Archidiecezjalnym Domu Rekolekcyjnym w Nałęczowie.

## Współcześnie
W letnie, niedzielne popołudnia w kościele odbywają się koncerty organowe.
 Ta sekcja jest zalążkiem. Jeśli możesz, rozbuduj ją.

### Organizacje Parafialne
W parafii działają organizacje religijne: Akcja Katolicka, Koła Żywego Różańca oraz chór parafialny „Ars Cantica”.

### Zasięg parafii
Do parafii należą wierni z następujących miejscowości: Antopol, Bochotnica-Kolonia, Chruszczów, Cynków, Czesławice, Ludwinów, Nałęczów, Sadurki, Strzelce.

### Zakony
Na terenie parafii działają:
- Zgromadzenie Sióstr Sług Jezusa
- Siostry Urszulanki Unii Rzymskiej
- Towarzystwo Boskiego Zbawiciela – Salwatorianie
- Zgromadzenie Sióstr Służek NMP Niepokalanej

## Proboszczowie parafii
Ta sekcja jest zalążkiem. Jeśli możesz, rozbuduj ją.
| Imię i nazwisko                  | Okres urzędowania | Informacje |
| -------------------------------- | ----------------- | --- |
| Krzysztof Rzepichowski           | XVI w.            | Nie miał święceń kapłańskich, zniszczył kościół zajęty przez protestantów.                                             |
| ks. Józef Czubaszek              | 1837–1862         | |
| ks. Henryk Kowalski              |                   | Administrator |
| ks. Stanisław Strus              | 1839–1890         | Administrator |
| ks. Feliks Słomczyński           | 1894–1915         | |
| ks. Maciej Wójtowicz             | 1915–1919         | Administrator |
| ks. Franciszek Zdzisław Łuczycki | 1919–1927         | Administrator |
| ks. Józef Kostkowski             | 1927–1935         | Administrator, następnie proboszcz                                                                                     |
| ks. Aleksander Miszczuk          | 1947–1977         | Administrator, następnie proboszcz przeprowadził rozbudowę kościoła parafialnego w latach 1956–1962 oraz zakup organów |
| ks. Aleksander Plewik            | 1977–2006         | |
| ks. Marek Kazimierz Czerko       | od 2006           | W 2023 roku rozpoczął renowację wszystkich ołtarzy w kościele parafialnym                                              |